# Epitaxy chùm phân tử
Epitaxy chùm phân tử (tiếng Anh: Molecular beam epitaxy, viết tắt là MBE) là thuật ngữ chỉ một kỹ thuật chế tạo màng mỏng bằng cách sử dụng các chùm phân tử lắng đọng trên đế đơn tinh thể trong chân không siêu cao, để thu được các màng mỏng đơn tinh thể có cấu trúc tinh thể gần với cấu trúc của lớp đế. Kỹ thuật này được phát minh vào những năm 60 của thế kỷ 20 tại Phòng thí nghiệm Bell (Bell Telephone Laboratories) bởi J.R. Arthur và Alfred Y. Cho. 

Ảnh chụp thiết bị MBE tại William R. Wiley Environmental Molecular Sciences Laboratory cho phép chế tạo các màng mỏng oxide và gốm

## Kỹ thuật
Kỹ thuật MBE chỉ có thể thực hiện được trong môi trường chân không siêu cao (áp suất thấp hơn 10−9 Torr), do đó cho phép tạo ra các màng mỏng vật liệu có độ tinh khiết rất cao. Điểm khác biệt cơ bản nhất của MBE so với các kỹ thuật màng mỏng khác (ví dụ như phún xạ, bốc bay nhiệt...) là các màng mỏng đơn tinh thể được mọc lên từ lớp đế đơn tinh thể với tốc độ cực thấp và có độ hoàn hảo rất cao. Vì thế, kỹ thuật MBE cho phép tạo ra các siêu mỏng, thậm chí chỉ vài lớp nguyên tử với chất lượng rất cao. Tuy nhiên, chất lượng màng cũng như tốc độ tạo màng phụ thuộc nhiều vào độ hoàn hảo của môi trường chân không. Lớp đế bên dưới là đơn tinh thể, có tác dụng như một mầm để lớp màng phát triển lên trong quá trình ngưng đọng.
MBE có thể chế tạo các màng hợp chất hoặc đơn chất từ các nguồn vật liệu riêng biệt. Các vật liệu nguồn được đốt đến mức độ bay hơi nhưng với tốc độ rất chậm và được dẫn tới đế. Ở đó, nếu là màng hợp chất, các chất sẽ phản ứng với nhau chỉ tại bề mặt đế để phát triển thành đơn tinh thể. Các chùm nguyên tử, phân tử của các vật liệu nguồn sẽ không phản ứng với nhau cho đến khi chúng kết hợp với nhau trên đế do quãng đường tự do trung bình của chúng rất dài. Đây là lý do chính của tên gọi chùm phân tử.
Trong quá trình hình thành màng, người ta thường dùng kỹ thuật nhiễu xạ điện tử phản xạ năng lượng cao (RHEED) để kiểm soát quá trình mọc màng thông qua phổ nhiễu xạ điện tử được ghi trực tiếp. Quá trình này cho phép kiểm soát sự phát triển của màng với độ chính xác từng lớp nguyên tử. Đồng thời, trong quá trình chế tạo, đế cần được giữ lạnh.
Để đạt được môi trường chân không siêu cao, ban đầu buồng chế tạo được hút chân không sơ cấp (cỡ 10−3 Torr), sau đó sử dụng bơm turbo để tạo chân không cao tới 10−7 Torr và tạo chân không siêu cao bằng bơm iôn hoặc bằng cryo-pump (bơm chân không siêu cao, sử dụng các khí hóa lỏng ở nhiệt độ thấp, ví dụ như nitơ lỏng ở 77 K..., để bẫy khí nhằm tạo ra chân không siêu cao). Vì thế, hệ MBE vận hành khá phức tạp và tốn kém.

## Ứng dụng
Kỹ thuật MBE được sử dụng nhiều trong vật lý chất rắn, khoa học và công nghệ vật liệu, đặc biệt trong công nghệ bán dẫn để chế tạo các màng đơn tinh thể với chất lượng rất cao, với độ dày có thể thay đổi từ vài lớp nguyên tử đến vài chục nanomet. Với sự phát triển của công nghệ nano hiện nay, MBE là một trong những kỹ thuật chủ đạo của công nghệ nano để chế tạo các vật liệu nano,.